# Markov ponor
Markov ponor ili Begovac hidrološki je aktivan speleološki objekt u koji tijekom zime i proljeća utječe rijeka Lika. Najznačniji je ponor ove rijeke. Nalazi se u selu Lipovo Polje u Općini Perušić. 
Za potrebe sustava hidroelektrane Senj 1967. godine vršena su ispitivanja toka rijeke Like i njenih ponora koja je vodio Srećko Božićević. Tada je istražen i kartiran i Markov ponor. Rezultati trasiranja podzemnih voda rijeka Like i Gacke iz 1960. godine dokazali su povezanost Markovog ponora s vruljama u Velebitskom kanalu između Sv. Jurja i Jablanca. U 1999. godini započela su novija istraživanja Markovog ponora.
Ponor je nastao u razdoblju jure; dužina ponora je 1725 m, dubina 69 m, a tijekom visokih voda otvor ponora je potpuno poplavljen.
Markov ponor ima jedinstveni životinjski svijet. Vodena jednakonožna babura iz roda Monolistra je novo otkrivena vrsta i živi samo u Markovom ponoru. Pronađene su i metar debele naslage mrtvih ljuštura kritično ugroženog dinarskog špiljskoga školjkaša Congeria kusceri. To je jedini poznati podzemni školjkaš na svijetu. Kritično je ugrožen i jedna je od svega tri podzemne životinje zaštićene direktivama Europske unije. Stanište dijeli s dinarskim špiljskim cjevašem (Marifuga cavatica), koji je jedini poznati mnogočetinaš na svijetu.
Nova vrsta skokuna Neelus cvitanovici pronađena je u Markovom ponoru 2016. godine. Doseže 1,2 milimetra tjelesne dužine. Nazvana je po karlovačkom biopeleologu Hrvoju Cvitanoviću.